# 列寧峰山難
列寧峰山難（Lenin Peak disaster）發生於1990年7月13日，塔吉克和吉爾吉斯（當時屬於蘇聯）東北部海拔7,134 公尺的列寧峰發生雪崩，導致43名登山者喪生。這場致命的雪崩是由一次6.4級地震引發的，地震發生在鄰國阿富汗的興都庫什山脈地下216.8公里深處。
列寧峰山難被認為是史上最嚴重的山難。

## 遇難
地震發生時，有45名登山者位於海拔5,300公尺的Razdelnaya路線上的二號營地，準備登頂山峰，包括列寧格勒登山俱樂部的23名成員，其中6名來自捷克斯洛伐克，4名以色列人，2 名瑞士人和1名西班牙人。
地震引起輕微震動，在麥加利烈度表上劃為IV級，強度足以導致一塊冰塔脫落並從列寧峰上滾落。脫落的冰塔引發雪崩，衝擊營地，造成 45名登山者中的43人死亡。兩名倖存者阿列克謝·科倫（Alexei Koren）和米羅斯拉夫·布羅茲曼（Miroslav Brozman）手臂和腿部骨折。